# Изгрев (Бургасская область)
Изгрев (болг. Изгрев) — село в Болгарии. Находится в Бургасской области, входит в общину Царево. Население составляет 35 человек (на 15 марта 2015 года).
Село Изгрев расположено в 5 км к юго-западу от центра общины города Царево на предгорьях массива Странджа. Село основано 1923 году переселенцами из Лисово

## Население
По данным переписи населения 2011 года в селе проживали 24 жителя, все болгары.
| 1934 | 1946 | 1956 | 1965 | 1975 | 1985 | 1992 | 1995 | 1999 | 2005 | 2011 | 2012 |
| ---- | ---- | ---- | ---- | ---- | ---- | ---- | ---- | ---- | ---- | ---- | ---- |
| 177  | 288  | 343  | 277  | 131  | 124  | 72   | 47   | 55   | 34   | 24   | 32   |